# Malci
Malci (eng. Minions) je računalno-animirani film iz 2015. godine animacijskoga studija Illumination Entertainment. Redatelj filma je Pierre Coffin i Kyle Balda, a glasove u originalnoj verziji posudili su između ostalih i Pierre Coffin. Producenti su Chris Meledandri i Janet Healy, a film je distribuirao Universal Pictures.
Film je zaradio 1.549 milijuna dolara diljem svijeta. Recenzije i kritike su bile izuzetno pozitivne pohvaljujući osobito inovativnu animaciju i duhovitost scenarija.
Film je dobio i nastavke. Malci 2: Kako je Gru postao Gru bila je uspješnija od prvog izvornog filma.

## Radnja
Prequel ili spin-off „Kako je Gru ukrao Mjesec“ i „Gru na super tajnom zadatku“, „Malci“, nastao je od istih filmaša (Pierre Coffin, Chris Renaud, Janet Heal Christopher Meledandri, Robert Taylor), koji su nam donijeli prva dva dijela, uz pojačanja na redateljskom i scenarističkom planu (Kyle Balda, Brain Lynch). Film „Malci“, koji smo već imali prilike gledati u njihovom kratkometražnom „Ludi malci“ („Despicable Me: Minion Madness“), ovoga puta dobili su dugometražno izdanje, u kojem se upoznajemo se njihovom prošlošću, prije nego što su se za zaposlili kod Grua.

## Glavne uloge
- Pierre Coffin - Kevin, Stuart, Bob
- Sandra Bullock - Scarlet Overkill
- Jon Hamm - Herb Overkill
- Michael Keaton - Walter Nelson
- Allison Janney - Madge Nelson
- Steve Coogan - Aged
- Jennifer Saunders - Queen Elizabeth II
- Geoffrey Rush - Narrator
- Steve Carell - Young Gru
- Katy Mixon - Tina Nelson
- Michael Beattie - Walter Nelson Jr.
- Hiroyuki Sanada - Dumo

## Hrvatska sinkronizacija
| Ime              | Engleska inačica | Hrvatska inačica      |
| ---------------- | ---------------- | --------------------- |
| Scarlet Overkill | Sandra Bullock   | Renata Sabljak        |
| Herb Overkill    | Jon Hamm         | Luka Peroš            |
| Pripovjedač      | Geoffrey Rush    | Hrvoje Klobučar       |
| Walter Nelson    | Michael Keaton   | Borko Perić           |
| Madge Nelson     | Allison Janney   | Mila Elegović         |
| Tina Nelson      | Katy Mixon       | Jasna Palić-Picukarić |

### Ostali glasovi
- Ljubomir Kerekeš
- Jasna Bilušić
- Dražen Bratulić
- Rene Bitorajac
- Robert Ugrina
- Boris Barberić
- Aleksandra Naumov
- Krešimir Mikić
- Bojan Navojec
- Željko Königsknecht
- Sanja Marin
- Mima Karaula
- Vjekoslav Hudeček
- Dragan Peka
- Bojan Kondres
- Martina Kapitan Bregović
- Davor Dretar Drele
- Ozren Grabarić

### Sinkronizacija
- Sinkronizacija: Duplicato Media d.o.o.
- Redatelj dijaloga: Hrvoje Niković
- Prijevod i adaptacija: Davor Slamnig

## Unutarnje poveznice
- Illumination Entertainment
- Universal Pictures

## Vanjske poveznice
- Malci u internetskoj bazi filmova IMDb-a (engl.)
- Malci na Rotten Tomatoes (engl.)